# Жулткі
Жулткі (пол. Żółtki) — село в Польщі, у гміні Хорощ Білостоцького повіту Підляського воєводства.
Населення — 549 осіб (2011).
У 1975-1998 роках село належало до Білостоцького воєводства.

## Демографія
Демографічна структура станом на 31 березня 2011 року:
|          | Загалом | Допрацездатний вік | Працездатний вік | Постпрацездатний вік |
| -------- | ------- | ------------------ | ---------------- | -------------------- |
| Чоловіки | 277     | 77                 | 176              | 24                   |
| Жінки    | 272     | 57                 | 163              | 52                   |
| Разом    | 549     | 134                | 339              | 76                   |